# Glottophagie
En linguistique, la glottophagie désigne le processus par lequel une langue dominante, souvent imposée par un groupe sociopolitique puissant, supprime progressivement les langues locales ou minoritaires. Le phénomène peut se produire dans des situations de conquête, de colonisation, de mondialisation ou de diglossie. Le concept est introduit par le linguiste Louis-Jean Calvet dans Linguistique et colonialisme, petit traité de glottophagie (1974) où il analyse les rapports entre le discours linguistique et le discours colonial sur les langues.
Selon Calvet, le processus de glottophagie dans un contexte colonial se déroule en deux étapes : tout d'abord, les classes supérieures locales adoptent la langue coloniale dominante afin de préserver leurs intérêts auprès de la puissance coloniale. De bilingues, elles deviennent progressivement monolingues en délaissant les langues locales. Dans une deuxième étape, une classe dirigeante monolingue prend le pouvoir et n'a accès qu'à la langue dominante, tandis que la population urbaine reste bilingue et la population rurale demeure monolingue en raison de l'exclusion de l'éducation.
Dans le contexte particulier de la colonisation, le groupe « glottophage » dévalorise les langues locales en les qualifiant de patois ou de dialectes, ce qui justifie leur élimination ultérieure.
Le terme « glottophagie » est utilisé de manière métaphorique et ne suggère pas qu'une langue spécifique « dévore » une autre. Il s'agit davantage de la suppression progressive de langues par un groupe sociopolitique de locuteurs d'une langue dominante. Il s'agit moins d'un rapport de force entre les langues que d'un rapport de pouvoir entre les locuteurs de langues différentes.
Il est également crucial de noter que toute situation de plurilinguisme ne conduit pas automatiquement à la glottophagie. Lorsque des locuteurs de langues différentes cohabitent au quotidien, sont en contact dans leurs activités économiques et culturelles, et entretiennent des interactions orales, ils ne sont pas nécessairement dans une relation de force ou de domination.